# Den ædle løgn
I politik er en ædel løgn (engelsk: "a noble lie") en myte eller usandhed, som bevidst fremføres af en elite for at opretholde den social harmoni eller for at fremme en dagsorden. Den ædle løgn er et begreb, der stammer fra Platons værk Staten.
I religion er en from fiktion en fortælling, der præsenteres som sand af forfatteren, men som af andre betragtes som fiktiv, selvom denne fortælling er fremsat på baggrund af et altruistisk motivationsgrundlag. Udtrykket bruges undertiden pejorativt til at antyde, at forfatteren af fortællingen bevidst vildledte læsere af egoistiske eller bedrageriske årsager. Udtrykket bruges ofte i religiøse sammenhænge og henviser undertiden til passager i religiøse tekster.